# NGC 2997
NGC 2997是一個朝向地球的無棒螺旋星系，位於2億5千萬光年遠的唧筒座。NGC 2997是NGC 2997星系群中最亮的星系。
NGC2997的核心被巨大電離氫雲所包圍。它也是科學家詹姆斯·賓尼（James Binney）與斯科特·特里梅因所編著的《星系動力學》第一版的封面。

## 外部連結
- APOD: Grand Design Spiral Galaxy NGC 2997 (10/30/1996)（页面存档备份，存于）
- NGC 2997 in Antlia（页面存档备份，存于）
- WikiSky上关于NGC 2997的内容：DSS2, SDSS, GALEX, IRAS, 氢α, X射线, 天文照片, 天图, 文章和图片